# Meyronne
Meyronne is een gemeente in het Franse departement Lot (regio Occitanie) en telt 269 inwoners (1999). De plaats maakt deel uit van het arrondissement Gourdon.

## Geografie
De oppervlakte van Meyronne bedraagt 8,1 km², de bevolkingsdichtheid is 33,2 inwoners per km².
De onderstaande kaart toont de ligging van Meyronne met de belangrijkste infrastructuur en aangrenzende gemeenten.

## Demografie
Onderstaande figuur toont het verloop van het inwonertal (bron: INSEE-tellingen).